# 애 (1971년 영화)
애는 1971년 공개된 대한민국의 영화이다.

## 배역
- 고은아
- 신성일
- 남궁원
- 김성옥
- 오유경
- 황정순
- 최유선

## 기타
- 조명: 김동포